# FIPRESCI
FIPRESCI (forkortelse for Fédération Internationale de la Presse Cinématographique) er en international sammenslutning af nationale foreninger for filmkritikere, stiftet i 1930. Organisationen har ca. 50 nationale medlemsforeninger, mens yderligere 36 lande er repræsenteret i form af individuelle medlemmer (pr. 2024). Fra Danmark er Danske Filmkritikere medlem.
FIPRESCI uddeler priser på mange af de internationale filmfestivaler, ofte omtalt som en FIPRESCI-pris eller "international kritikerpris". Desuden uddeler organisationen en Grand Prix til årets bedste film samt en europæisk filmkritikerpris.

## FIPRESCI Grand Prix
I modsætning til FIPRESCI-priserne, der uddeles af en nedsat jury sammensat af FIPRESCI-medlemmer, der deltager i de enkelte specifikke festivaler, findes vinderen af FIPRESCIs Grand prix ved online-afstemning blandt alle foreningens medlemmer mellem spillefilm, der har haft premiere i løbet af de sidste 12 måneder. Vinderen offentliggøres på filmfestivalen i San Sebastián.
De præmierede film siden 2000 er:
- 2000 – Magnolia, Paul Thomas Anderson
- 2001 – The Circle, Jafar Panahi
- 2002 – Manden uden fortid, Aki Kaurismäki
- 2003 – Uzak, Nuri Bilge Ceylan
- 2004 – Notre musique, Jean-Luc Godard
- 2005 – 3-Iron, Kim Ki-duk
- 2006 – Volver, Pedro Almodóvar
- 2007 – 4 måneder, 3 uger og 2 dage, Cristian Mungiu
- 2008 – There Will Be Blood, Paul Thomas Anderson
- 2009 – Det hvide bånd, Michael Haneke
- 2010 – Skyggen, Roman Polanski
- 2011 – The Tree of Life, Terrence Malick
- 2012 – Amour, Michael Haneke
- 2013 – Adèles liv, Abdellatif Kechiche
- 2014 – Boyhood, Richard Linklater
- 2015 – Mad Max: Fury Road, George Miller
- 2016 – Min far Toni Erdmann, Maren Ade
- 2017 – Lys i mørket, Aki Kaurismäki
- 2018 – Phantom Thread, Paul Thomas Anderson
- 2019 – Roma, Alfonso Cuarón
- 2020 – Ikke tildelt[6]
- 2021 – Nomadland, Chloé Zhao
- 2022 – Drive My Car, Ryusuke Hamaguchi
- 2023 – Faldne blade, Aki Kaurismäki
- 2024 – Poor Things, Yorgos Lanthimos